# Ferrovia Bellinzona-Locarno
La ferrovia Bellinzona-Locarno è una linea ferroviaria svizzera che collega le città di Bellinzona e Locarno.

## Storia
La linea fu aperta il 20 dicembre 1874 dalla società Gotthardbahn (che per quella data aveva quindi provveduto a istituire le posizioni di capo esercizio e di capo del materiale e della trazione, entrambe con sede a Lucerna); l'attivazione della linea avvenne in ritardo rispetto ai tempi previsti a causa della distruzione per il maltempo, il 14/15 agosto 1874, del ponte sulla Verzasca, il quale dovette essere ricostruito con una campata aggiuntiva.
Il primo giugno 1883 fu attivato il secondo binario tra Bellinzona e Giubiasco.
Nel 1893 la fermata di Gordola venne sostituita dalla stazione di Gordola-Verzasca e dalla fermata di Reazzino (secondo la denominazione di allora).
Il 1º maggio 1909 passò alle allora Strade ferrate federali.
Il 6 febbraio 1922 fu attivata l'elettrificazione sulla tratta Bellinzona-Giubiasco; il 15 maggio 1936 sulla restante tratta Giubiasco-Locarno.
Nel 1950 venne posato il secondo binario tra Giubiasco e Cadenazzo, attivato il 17 maggio 1953.
Nella primavera 1980 venne aperta all'esercizio, presso Mappo tra le stazioni di Tenero e Locarno, una variante comprendente la galleria «Rocca Bella», lunga 748 metri. La variante venne costruita dal canton Ticino per realizzare una strada a servizio della viabilità locale.
Dal 29 novembre 2004 la tratta Cadenazzo-Locarno è gestita in regime di telecomando.
Il 14 dicembre 2008 venne aperta al servizio la fermata di Riazzino.

## Caratteristiche
La ferrovia è lunga 21,1 km e supera un dislivello di 35,60 m; il percorso è caratterizzato da «lunghi rettilinei piani e grandi raggi di curvatura».

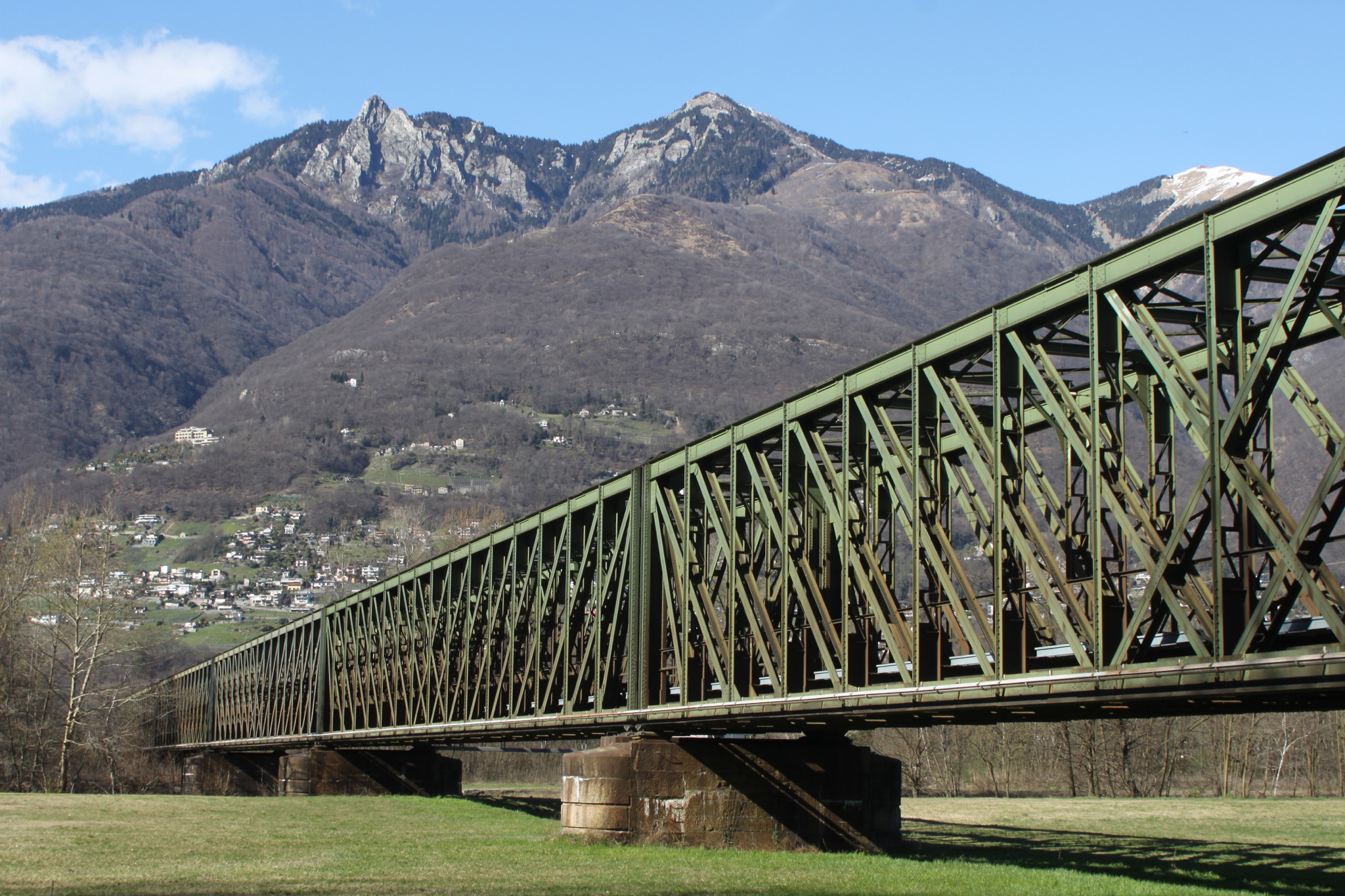
Il ponte sul Ticino visto dall'argine sinistro.

Degni di rilievo «due grossi ponti: l'uno (a cinque luci, ognuna di 50 m) tra Cadenazzo e Gordola, sul delta che il Ticino forma prima di sfociare nel lago Maggiore, è il più grande ponte -naturalmente in ferro- che abbia costruito la Società Ferroviaria S. Gottardo; l'altro, sulla Verzasca, tra Gordola e Locarno, ha due campate di 50 m».
È a doppio binario fra Bellinzona e Cadenazzo Ovest e tra Ponte Ticino Ovest e Gordola.
Al chilometro 166,36 viene raggiunto, a quota 200,8 m s.l.m., il punto più basso della rete ferroviaria delle FFS.

### Percorso
| Continuation backward |

| Station on track |

| Station on track |

|  | Unknown route-map component "ABZgl" | Unknown route-map component "CONTfq" |

| Unknown route-map component "SKRZ-Ao" |

|  |  | Junction both to and from left | Unknown route-map component "tSTRa@gq" | Unknown route-map component "tCONTfq" |

| Station on track |

| Station on track |

|  | Unknown route-map component "ABZgl" | Unknown route-map component "CONTfq" |

| Unknown route-map component "hKRZWae" |

| Unknown route-map component "eHST" |

| Station on track |

| Station on track |

| Unknown route-map component "hKRZWae" |

| Stop on track |

|  | Unknown route-map component "eABZgl" | Unknown route-map component "exSTR+r" |

|  | Unknown route-map component "KMW" | Unknown route-map component "exSTR" |

|  | Unknown route-map component "STRo" | Unknown route-map component "exSTRo" |

|  | Enter and exit tunnel | Unknown route-map component "exSTR" |

|  | Unknown route-map component "eABZg+l" | Unknown route-map component "exSTRr" |

| Station on track |

| Unknown route-map component "tKBHFa" | End station |  |

| Unknown route-map component "tCONTf" |

## Traffico
Detentrici delle concessioni per il traffico viaggiatori sono le FFS le quali lo gestiscono, da una parte, con treni InterRegio da e per Basilea FFS rispettivamente Zurigo stazione principale con fermata ogni ora a Locarno, Cadenazzo e Bellinzona e, d'altra parte, tramite i treni della Ferrovia Regionale TILO-Linea S20 che circolano con cadenzamento semiorario. L'offerta è inoltre completata sulla tratta tra Bellinzona e Cadenazzo dai treni della Ferrovia Regionale TILO-Linea S30 nonché, tra Bellinzona e Giubiasco, da quelli della Ferrovia Regionale TILO-Linea S10.
Il traffico merci regolare è limitato alla tratta Bellinzona-Cadenazzo (Cadenazzo Ovest per i treni da e per Luino).